# Irányító (kosárlabda)

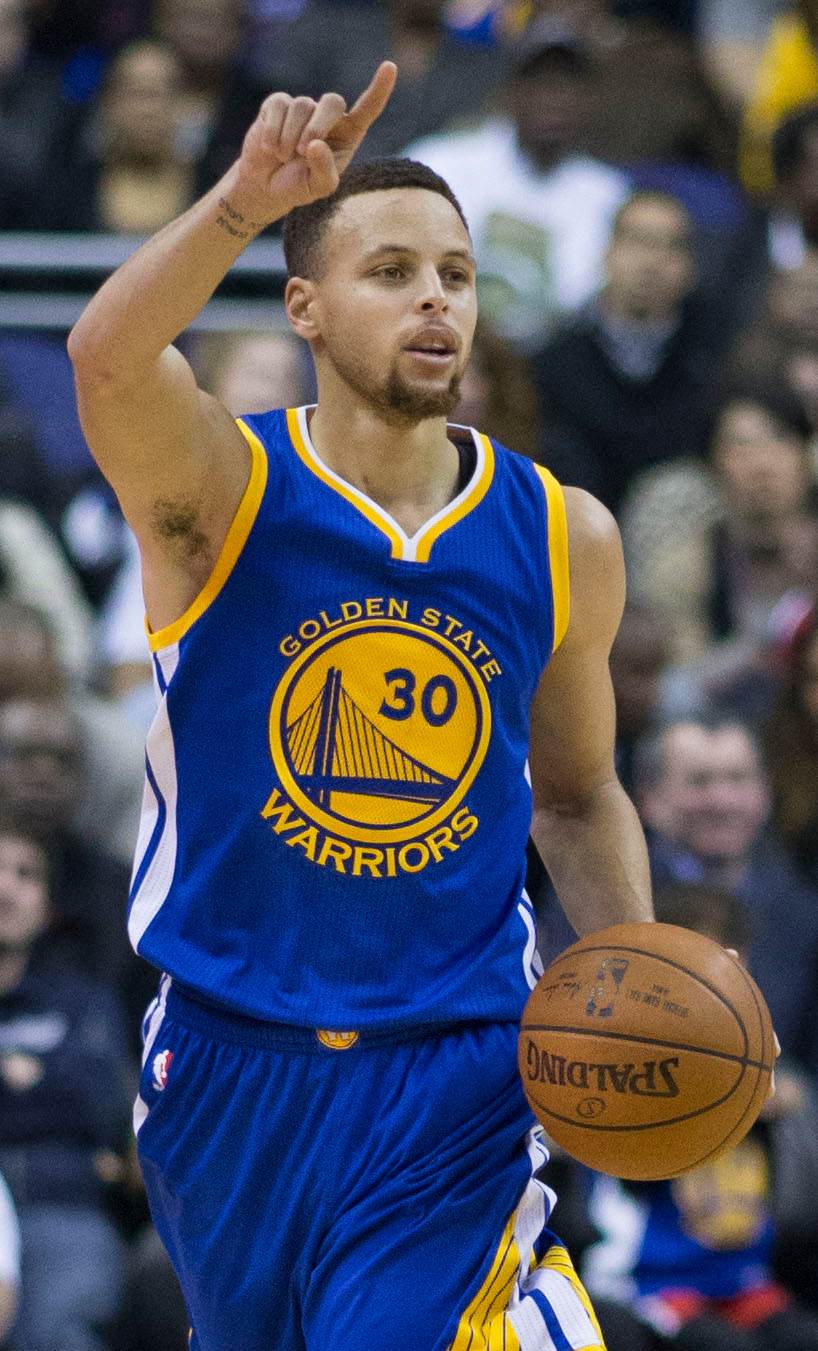
Stephen Curry, minden idők egyik legjobb dobó játékosa.

Az irányító (angolul: point guard - PG), az egyes számú pozíció a kosárlabdában. Az irányító az egyik legspecializáltabb pozíció. Az irányítóktól elvárják a támadások vezetését, általában a játék szervezője, remekül tud passzolni és hatékonyan lőni távolról. Az irányítónak ismernie kell edzőjének játékterveit, az amerikai futballban a quarterback pozícióhoz hasonló. Tudnia kell alkalmazkodni az ellenfél védelméhez és irányítania kell a játék sebességét. 

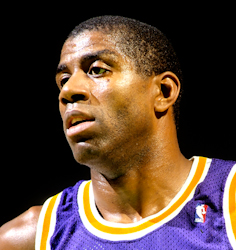
Magic Johnson, minden idők egyik legjobb irányítója.

Az irányító első számú feladata, hogy pontszerzési lehetőségeket alakítson ki csapattársainak, vagy magának. Elvárás az irányítók felé, hogy vezessék a csapatot, mikor pályán vannak. Mindig tudniuk kell a mérkőzés állását, a támadóórát és mindkét csapat hátralévő időkéréseinek számát. 
Magic Johnson háromszor nyerte el az NBA Most Valuable Player díjat karrierje során. További MVP-irányítók: Bob Cousy, Oscar Robertson, Derrick Rose, Russell Westbrook, Steve Nash (2) és Stephen Curry (2). A WNBA legjobb irányítói közé tartozik Sue Bird és Diana Taurasi. Az NBA-ben általában csapatuk legalacsonyabb játékosai, 188 és 193 cm között. Ugyan a magasság előnynek számít, de nem olyan fontos, mint a gyorsaság, a döntéshozó képesség és a labdakezelés. Az NBA történetében a legalacsonyabb irányító Muggsy Bogues, aki 160 cm-es magasságának ellenére 14 évig játszott a ligában.
Miután az ellenfél pontot szerez, általában az irányító hozza fel a labdát a pályán. Az irányítók között általában fontosabb a gólpassz, mint a pontszerzési képességük.